# الأسهوم (إب)

تعديل مصدري - تعديل

الأسهوم هي إحدى قرى عزلة جبل معود بمديرية إب التابعة لمحافظة إب، بلغ تعداد سكانها 357 نسمة حسب تعداد اليمن لعام 2004.